# Tyers River
Der Tyers River ist ein Fluss in Gippsland im australischen Bundesstaat Victoria.
Er entspringt unterhalb des Talbot Peak im Baw-Baw-Nationalpark in einer Höhe von 1240 m. Kurz danach münden der Tyers River East Branch und der Tyers River West Branch. Der Tyers River East Branch ist 6,1 km lang und entspringt bei der Siedlung Amor auf einer Höhe von 551 m und fließt bei Tyers Junction auf einer Höhe von 271 m in den Tyers River. Der etwa 20 km lange Tyers River West Branch entspringt an den Hängen des Mount Mueller (ebenfalls auf dem Baw-Baw-Plateau) auf einer Höhe von 1130 m und fließt ebenfalls bei Tyers Junction auf 242 m in den Tyers River.
Der Tyers River fließt nach Süden und mündet nach 57 km südlich von Tyers in den Latrobe River.
Auf seinem Weg durchfließt er das Moondarra Reservoir, einen Stausee, und nimmt dort den von Norden kommenden Jacobs Creek auf.
Am Einfluss in die Moondarra Reserve liegt die Kleinstadt Moondarra in der Nähe des östlichen Flussufers. Schon im Latrobe Valley, kurz vor der Mündung in den Latrobe River, liegt die Kleinstadt Tyers in der Nähe des westlichen Flussufers.